# Peter Leopold Kaiser

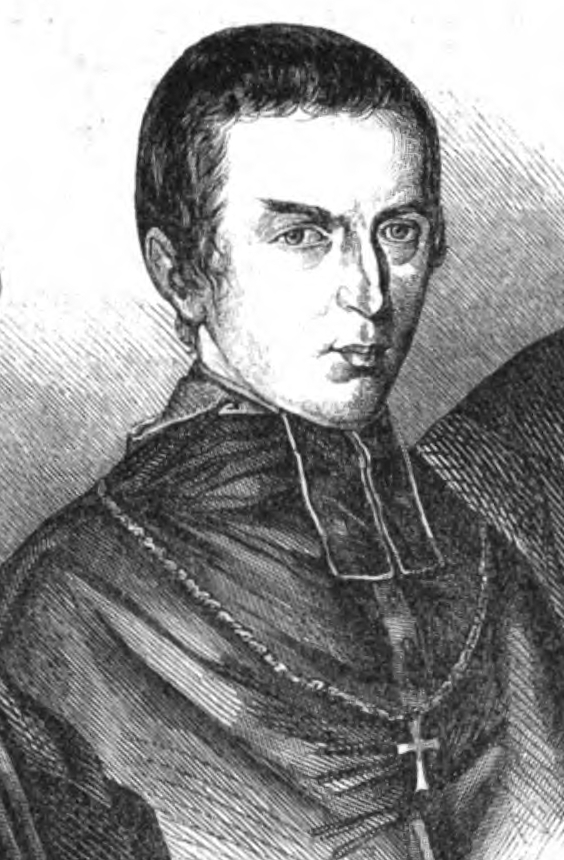
Peter Leopold Kaiser, Bischof von Mainz, 1845. Grafik von Eduard Kretzschmar und A. C. R.

Peter (Petrus) Leopold Kaiser (* 3. November 1788 in Mühlheim am Main; † 30. Dezember 1848 in Mainz) war Bischof von Mainz.

## Leben
Er studierte in Aschaffenburg Theologie und wurde dort am 28. März 1812 zum Priester geweiht. Sein dortiger Kommilitone und Freund war Michael Schnetter  (1788–1854), den er 1837 als Domherrn nach Mainz berief.
Nach dem Tode des Mainzer Bischofs Johann Jakob Humann wurde er am 7. Oktober 1834 von Mainzer Domkapitel zum Bischof gewählt, am 16. Oktober von Gregor XVI. ernannt, am 17. Oktober 1834 als Vertreter der römisch-katholischen Kirche in die Erste Kammer der Landstände des Großherzogtums Hessen berufen und am 30. Juni 1835 im Mainzer Dom durch den Limburger Bischof Johann Wilhelm Bausch geweiht. Den Sieg der Märzrevolution begrüßte er mit einem Dankgottesdienst im Dom. Mit seiner Unterstützung gründeten  karitativ engagierte Katholiken im Revolutionsjahr 1848  die Vincenz- und Elisabethenvereine, auf deren Initiative ein Hospital für die Krankenpflege entstand. Dieses erste St. Vincenz-Hospital wurde, nachdem es zunächst in der Mainzer Altstadt (Weißliliengasse) Platz gefunden hatte, auf dem Kästrich realisiert.
Höhepunkt seiner Amtszeit war der erste deutsche Katholikentag, der vom 3. Oktober bis zum 6. Oktober 1848 in Mainz als „Generalversammlung des katholischen Vereins Deutschlands“ stattfand und von Adam Franz Lennig organisiert wurde. 
Als Mainzer Bischof war Kaiser qua Verfassung von 1834 bis 1848 Mitglied der ersten Kammer der Landstände des Großherzogtums Hessen.
Er wurde nach seinem Tod im Mainzer Dom bestattet.